# Inventions for Electric Guitar
Inventions for Electric Guitar este al șaselea album de studio al trupei Germane de krautrock, Ash Ra Tempel. A fost lansat în 1974 prin Kosmische Kuriere.

## Tracklist
1. "Echo Waves" (17:45)
2. "Quasarsphere" (6:34)
3. "Pluralis" (21:36)

- Toate piesele au fost compuse și interpretate de Manuel Göttsching.